# Beatriz Becerra Basterrechea
Beatriz Becerra Basterrechea, née le 14 novembre 1966 à Madrid, est une femme politique espagnole indépendante.

## Biographie
Lors des élections européennes de 2014, elle est élue au Parlement européen, où elle siège au sein de l'Alliance des démocrates et des libéraux pour l'Europe (ADLE). Elle quitte l'Union, progrès et démocratie (UPyD) en avril 2016. Elle est désignée en 2016 vice-présidente de la Sous-commission des droits de l'homme du Parlement européen.
Le 7 juillet 2017, en réponse à une lettre de Beatriz Becerra, le président de la Commission européenne Jean-Claude Juncker a confirmé qu'en cas d'indépendance la Catalogne serait automatiquement exclue de l'Union européenne.